# Raketen-Vielfachwerfer
80-мм реактивна система залпового вогню «Ракетен-Філфахверфер» (нім. 8 cm Raketen-Vielfachwerfer) — німецька самохідна 80-мм реактивна система залпового вогню на напівгусеничній базі німецького бронеавтомобіля Sd.Kfz 4 «Maultier» або трофейного французького артилерійського тягача Somua MCG часів Другої світової війни.